# الممرضة الصالحة
الممرضة الصالحة (بالإنجليزية: The Good Nurse)‏ هو فيلم إثارة جريمة أمريكي لعام 2022 من إخراج توبياس ليندهولم وبطولة جيسيكا شاستاين، إيدي ريدماين، نوح إمريش وكيم ديكينز. عرض الفيلم على منصة نتفليكس.

## قصة فيلم
في عام 2003، كانت إيمي لوفغرين، ممرضة وأم عزباء تعمل في وحدة العناية المركزة بمستشفى باركفيلد ميموريال في نيوجيرسي، تعاني من اعتلال عضلة القلب وتخفي مرضها خوفًا من فقدان وظيفتها. لتأمين تغطية صحية لعملية زراعة القلب، استمرت في العمل رغم معاناتها. انضم الممرض المخضرم تشارلز كولين للعمل في نوبات الليل معها، وسرعان ما أصبحا صديقين.
عندما توفيت مريضة مسنة فجأة، بدأت الشرطة التحقيق، لكن إدارة المستشفى قللت من أهمية الوفاة. مع تزايد عدد الوفيات الغامضة في المستشفى، بدأت إيمي تشك في تصرفات تشارلي واكتشفت دلائل تشير إلى تلاعبه بأكياس المحاليل الوريدية. تعاونت مع الشرطة في التحقيق، ما أدى إلى كشف جرائمه. اعترف تشارلي لاحقًا بقتل عدد من المرضى، وحُكم عليه بالسجن مدى الحياة.
في النهاية، أجرت إيمي عملية زراعة القلب وعاشت لتستقر مع عائلتها في فلوريدا.

## روابط خارجية
الممرضة الصالحة على موقع IMDb (الإنجليزية)
- الممرضة الصالحة على موقع ميتاكريتيك (الإنجليزية)
- الممرضة الصالحة على موقع روتن توميتوز (الإنجليزية)
- الممرضة الصالحة على موقع نتفليكس (الإنجليزية)
- الممرضة الصالحة على موقع ألو سيني (الفرنسية)
- الممرضة الصالحة على موقع فيلمافينيتي (الإسبانية)
- الممرضة الصالحة على موقع قاعدة بيانات الأفلام السويدية (السويدية)
- الممرضة الصالحة على موقع قاعدة بيانات الفيلم (الإنجليزية)
- الممرضة الصالحة على موقع ليتربوكسد (الإنجليزية)
- الممرضة الصالحة على موقع كينوبويسك (الروسية)